# Ryan Jackson (baseball, 1988)
Pour les articles homonymes, voir Ryan Jackson et Jackson.
Ryan Christopher Jackson (né le 10 mai 1988 à Miami, Floride, États-Unis) est un ancien joueur d'arrêt-court des Ligues majeures de baseball. 

## Carrière
Joueur des Hurricanes de l'Université de Miami, Ryan Jackson est un choix de cinquième ronde des Cardinals de Saint-Louis en 2009.
À l'aube de la saison 2012, MLB.com le classe au 17e rang des meilleurs espoirs.
Il fait ses débuts dans le baseball majeur avec Saint-Louis le 11 août 2012. Jackson débute comme joueur de deuxième but plutôt qu'à l'arrêt-court, sa position habituelle, puisque ce poste est occupé par Rafael Furcal chez les Cardinals. Il obtient son premier coup sûr dans les majeures le 23 août suivant, contre frappeur suppléant face au lanceur Dallas Keuchel des Astros de Houston. Il récolte deux coups sûrs en 13 parties jouées pour Saint-Louis en 2012. La saison suivante, il n'apparaît que dans 7 matchs des Cardinals, sans obtenir un seul coup sûr, et s'aligne avec les Redbirds de Memphis, le club-école de la franchise dans la Ligue de la côte du Pacifique. 
Le 20 novembre 2013, Jackson est réclamé au ballottage par les Astros de Houston. Ceux-ci le transfèrent aux Padres de San Diego le 18 décembre suivant en retour du joueur de premier but et voltigeur Jesús Guzmán. Sans avoir joué pour San Diego, il est réclamé au ballottage par les Dodgers de Los Angeles le 2 novembre 2014. Le 26 novembre suivant, les Dodgers le transfèrent aux Royals de Kansas City. Il ne joue pas pour Kansas City et est échangé aux Angels de Los Angeles le 7 mai 2015 contre le receveur Drew Butera.
Jackson apparaît dans 22 matchs des Angels en 2015. En 14 passages au bâton, il dépose 4 amortis, soutire un but-sur-balles, mais n'obtient aucun coup sûr. 
Il signe un contrat des ligues mineures avec les Phillies de Philadelphie le 18 novembre 2015.